# Tillandsia afonsoana
Tillandsia afonsoana là một loài thuộc chi Tillandsia. Đây là loài bản địa của Brasil.